# (13599) Lisbonne
(13599) Lisbonne, désignation internationale (13599) Lisbon, est un astéroïde de la ceinture principale.

## Description
(13599) Lisbonne est un astéroïde de la ceinture principale. Il fut découvert le 12 août 1994 à La Silla par Eric Walter Elst. Il présente une orbite caractérisée par un demi-grand axe de 2,57 UA, une excentricité de 0,25 et une inclinaison de 7.4° par rapport à l'écliptique.

## Compléments